# تام روونی
تام رووِنی (عبری: תום ראובני‎؛ زادهٔ ۱۲ ژوئن ۲۰۰۰) قایقران قایق بادبانی اهل اسرائیل است.